# Oleszkowo (Białoruś)
Oleszkowo (biał. Алешкава, Aleszkawa; ros. Олешково, Oleszkowo) – chutor na Białorusi, w obwodzie mińskim, w rejonie stołpeckim, w sielsowiecie Rubieżewicze.

## Historia
W dwudziestoleciu międzywojennym folwark leżący w Polsce, w województwie nowogródzkim, w powiecie stołpeckim, do 1 kwietnia 1927 w gminie Zasule, następnie w gminie Stołpce. W 1921 miejscowość liczyła 13 mieszkańców, zamieszkałych w 1 budynku, wyłącznie Polaków. 12 mieszkańców było wyznania rzymskokatolickiego i 1 prawosławnego.
Położone było wówczas w pobliżu granicy ze Związkiem Sowieckim. Znajdowała się tu strażnica KOP „Oleszkowo”.
Po II wojnie światowej w granicach Związku Sowieckiego. Od 1991 w niepodległej Białorusi.